# Suta suta
Suta suta là một loài rắn trong họ Rắn hổ. Loài này được Peters mô tả khoa học đầu tiên năm 1863.

## Hình ảnh

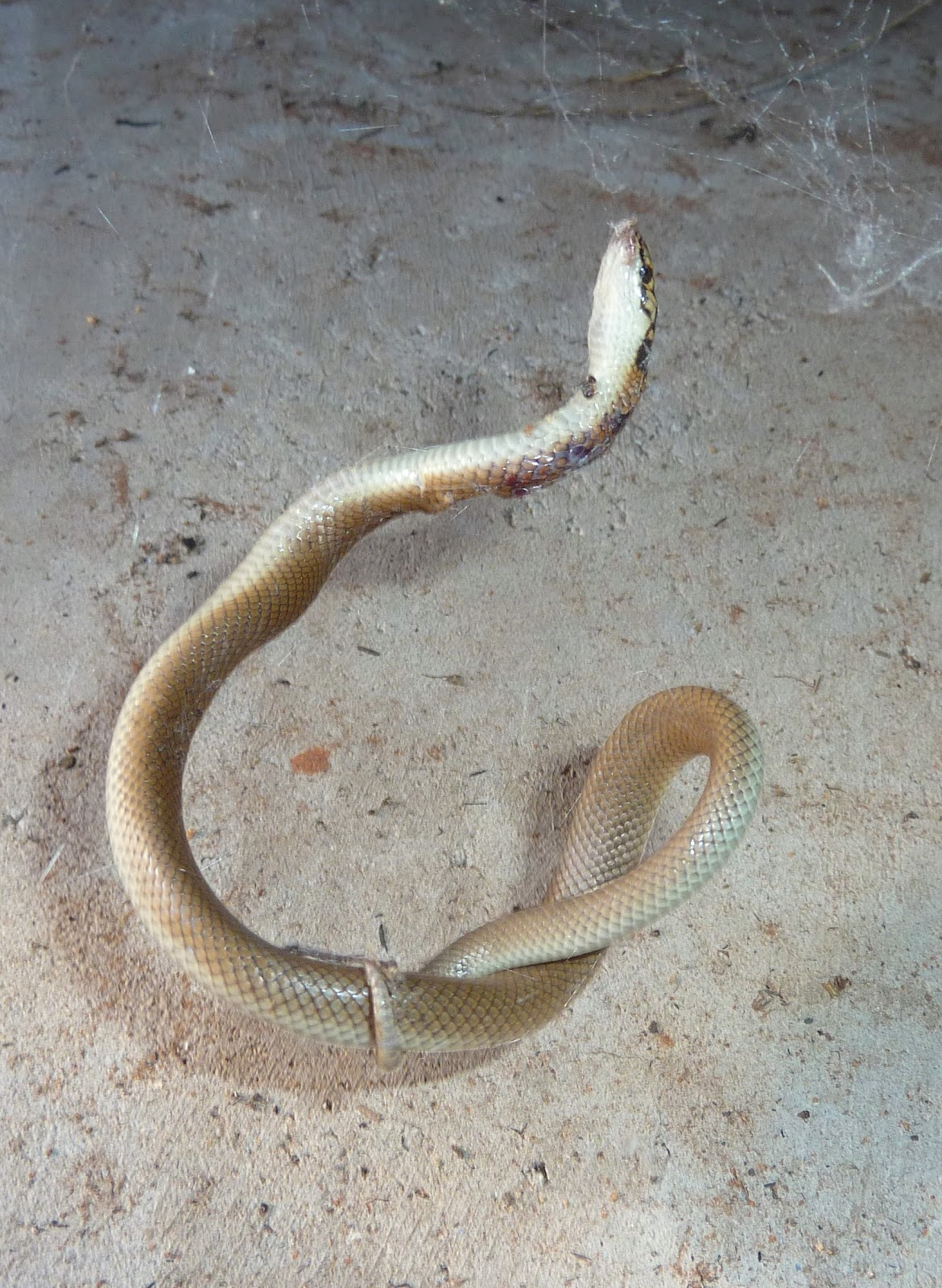
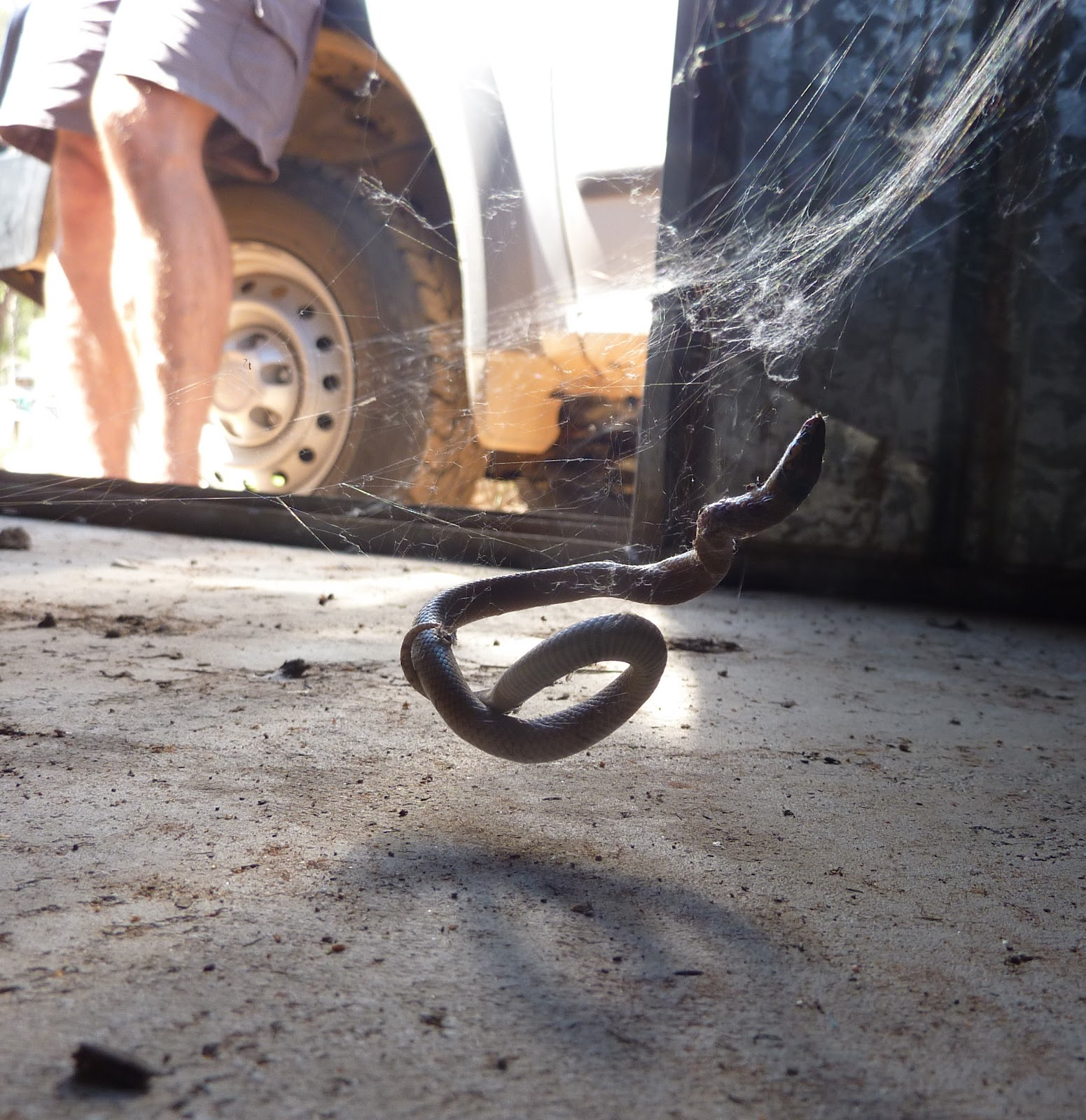